# 지구촌 리포트
《지구촌 리포트》는 MBC TV에서 2000년 11월 2일부터 2013년 3월 16일까지 방송되었던 국제 시사 프로그램이었다.

## 코너
- 주요뉴스
- 월드 포커스
- 지구촌 건강정보
- 해외통신
- 움직이는 지구촌

## 진행자
- 김상운 MBC 기자 (남성)

## 역대 진행자

### 남성
| 대수 | 진행자      | 방송 기간                         | 비고 |
| ---- | ----------- | --------------------------------- | ---- |
| 1대  | 김상운 기자 | 2000년 11월 2일 ~ 2013년 3월 16일 |      |

### 여성
| 대수 | 진행자             | 방송 기간                         | 비고 |
| ---- | ------------------ | --------------------------------- | ---- |
| 2대  | 서현진 前 아나운서 | 2005년 4월 23일 ~ 2006년 4월 15일 |      |
| 3대  | 이주연 前 아나운서 | 2006년 4월 22일 ~ 2010년 4월 3일  |      |

## 방송 시간
| 방송 채널 | 방송 기간                           | 방송 시간                            | 방송 분량 |
| --------- | ----------------------------------- | ------------------------------------ | --------- |
| MBC TV    | 2000년 11월 2일 ~ 2001년 4월 19일   | 매주 목요일 밤 12시 55분 ~ 1시 25분  | 30분      |
| MBC TV    | 2001년 4월 29일 ~ 2001년 8월 19일   | 매주 일요일 아침 7시 10분 ~ 7시 40분 | 30분      |
| MBC TV    | 2001년 8월 26일 ~ 2002년 3월 31일   | 매주 일요일 아침 7시 30분 ~ 8시      | 30분      |
| MBC TV    | 2002년 4월 6일 ~ 2003년 4월 26일    | 매주 토요일 아침 7시 30분 ~ 8시      | 30분      |
| MBC TV    | 2003년 4월 30일 ~ 2003년 10월 29일  | 매주 수요일 밤 12시 25분 ~ 12시 55분 | 30분      |
| MBC TV    | 2003년 11월 8일 ~ 2004년 10월 9일   | 매주 토요일 아침 7시 35분 ~ 8시      | 25분      |
| MBC TV    | 2004년 10월 16일 ~ 2005년 4월 16일  | 매주 토요일 아침 7시 35분 ~ 8시 10분 | 35분      |
| MBC TV    | 2005년 4월 23일 ~ 2005년 10월 22일  | 매주 토요일 아침 7시 35분 ~ 8시 15분 | 40분      |
| MBC TV    | 2005년 10월 29일 ~ 2006년 10월 28일 | 매주 토요일 아침 7시 35분 ~ 8시 25분 | 50분      |
| MBC TV    | 2006년 11월 4일 ~ 2009년 11월 21일  | 매주 토요일 아침 7시 35분 ~ 8시 10분 | 35분      |
| MBC TV    | 2009년 11월 28일 ~ 2010년 7월 17일  | 매주 토요일 아침 7시 25분 ~ 8시      | 35분      |
| MBC TV    | 2010년 7월 24일 ~ 2012년 9월 8일    | 매주 토요일 아침 7시 30분 ~ 7시 55분 | 25분      |
| MBC TV    | 2012년 9월 15일 ~ 2013년 3월 16일   | 매주 토요일 아침 7시 30분 ~ 8시      | 30분      |

## 같이 보기
- 특파원 보고 세계는 지금 (KBS 1TV)
- 지구촌 뉴스 (KBS 2TV)
- MBC 월드리포트 (MBC TV)